# Philodromus petrobius
Philodromus petrobius es una especie de araña cangrejo del género Philodromus, familia Philodromidae. Fue descrita científicamente por Schmidt & Krause en 1995.